# هوية كايا

هوية كايا (بالإنجليزية: Kaya identity) هي مطابقة رياضية تنص على أنه يمكن التعبير عن المستوى الإجمالي للانبعاثات لثاني أكسيد الكربون من غازات الدفيئة كمنتج من أربعة عوامل: السكان البشريون، والناتج المحلي الإجمالي للفرد، وكثافة الطاقة (لكل وحدة من الناتج المحلي الإجمالي)، وكثافة الكربون (الانبعاثات لكل وحدة الطاقة المستهلكة). وهي شكل ملموس لمعادلة I = PAT الأكثر عمومية المتعلقة بالعوامل التي تحدد مستوى التأثير البشري على المناخ. على الرغم من أن المصطلحات الموجودة في هوية كايا ستلغى من الناحية النظرية، إلا أنها مفيدة من الناحية العملية من أجل حساب الانبعاثات من حيث البيانات المتاحة بسهولة أكبر، وهي السكان والناتج المحلي الإجمالي للفرد والطاقة لكل وحدة من الناتج المحلي الإجمالي والانبعاثات لكل وحدة طاقة. علاوة على ذلك، يسلط الضوء على عناصر الاقتصاد العالمي التي يمكن للمرء أن يعمل عليها للحد من الانبعاثات ، ولا سيما كثافة الطاقة لكل وحدة من الناتج المحلي الإجمالي والانبعاثات لكل وحدة طاقة. 
| {\displaystyle F=P\times {\frac {G}{P}}\times {\frac {E}{G}}\times {\frac {F}{E}}} |

 تم تطوير هوية كايا بواسطة خبير الطاقة الياباني يويتشي كايا.
يتم التعبير عن هوية كايا في الشكل:
{\displaystyle F=P\cdot {\frac {G}{P}}\cdot {\frac {E}{G}}\cdot {\frac {F}{E}}}
حيث:
- F هي انبعاثات ثاني أكسيد الكربون العالمية من المصادر البشرية
- P هو عدد سكان العالم
- G هو الناتج المحلي الإجمالي العالمي
- E هو الاستهلاك العالمي للطاقة [3]

و:
- G / P هو نصيب الفرد من الناتج المحلي الإجمالي
- E / G هي كثافة الطاقة في الناتج المحلي الإجمالي
- F / E هو البصمة الكربونية للطاقة

## روابط خارجية
- تغير المناخ - ما هي معادلة كايا
- Duane Pendergast: كيوتو وما بعدها: تطوير السياسة المستدامة
- ضع توقعاتك الخاصة للطاقة المستقبلية وانبعاثات الكربون والمناخ . مدونة RealClimate ، 22 يونيو 2005
- حاسبة كايا على الإنترنت